# قلعه پور اشرف شیخ مکان
قلعه شیخ مکان مربوط به اواخر دوره قاجاریه است و در شهرستان دره‌شهر، بخش مرکزی، روستای شیخ مکان واقع شده و این اثر در تاریخ  ۲۷ تیر ۱۳۹۷ با شمارهٔ ثبت ۲۷۴۳ به‌عنوان یکی از آثار ملی ایران به ثبت رسیده است.